# جک بال (بازیکن فوتبال، زاده ۱۹۲۳)
جک بال (انگلیسی: Jack Ball; ۱۶ ژوئیهٔ ۱۹۲۳ – ژوئیه ۱۹۹۹ (۷۵−۷۶ سال)) بازیکن فوتبال بود.
از باشگاه‌هایی که در آن بازی کرده‌است می‌توان به باشگاه فوتبال برایتون اند هوو آلبیون اشاره کرد.